# Amatitlania septemfasciata
Espèce
Statut de conservation UICN

 LC  : Préoccupation mineure
Amatitlania septemfasciata est une espèce de poissons d'eau douce de la famille des Cichlidae.

## Description
Amatitlania septemfasciata mesure jusqu'à 10 cm, queue non comprise.

## Distribution
Ce taxon se rencontre au Costa Rica, au Nicaragua et au Panama.

## Systématique
Le nom valide complet (avec auteur) de ce taxon est Amatitlania septemfasciata (Regan, 1908). L'espèce Amatitlania septemfasciata a été décrite pour la première fois en 1908 par l'ichtyologiste britannique Regan (1878-1943) sous le protonyme Cichlasoma septemfasciatum,.
Amatitlania septemfasciata a pour synonymes :
- Archocentrus septemfasciatus (Regan, 1908)
- Cichlasoma septemfasciatum Regan, 1908
- Cichlosoma atromaculatum septemfasciatum Regan, 1908
- Cichlosoma septemfasciatum Regan, 1908
- Cryptoheros septemfaciatum (Regan, 1908)
- Cryptoheros septemfasciatus (Regan, 1908)

## Publication originale
- (en) C. Tate Regan, « A collection of freshwater fishes made by Mr. C. F. underwood in Costa Rica », Annals and Magazine of Natural History, Londres, Taylor & Francis, vol. 2, no 11,‎ novembre 1908, p. 455–464 (ISSN 0374-5481, OCLC 1481361, DOI 10.1080/00222930808692515, lire en ligne).